# Vaidasoo
Vaidasoo is een plaats in de Estlandse gemeente Rae, provincie Harjumaa. De plaats heeft de status van dorp (Estisch: küla).

## Bevolking
Het dorp had 114 inwoners op 31 december 2011 en 107 inwoners op 31 december 2021.

## Ligging
Het dorp ligt ten zuiden van de vlek Vaida. De naam van het dorp betekent ‘moeras van Vaida’. De Põhimaantee 2, de hoofdweg van Tallinn naar Tartu, komt door het dorp. De rivier Pirita stroomt langs de westgrens van Vaidasoo. Aan de overkant ligt Metsanurga in de gemeente Kiili.